# Arte Antwerp
Arte Antwerp is een Belgisch modemerk. Het merk werd opgericht door Bertony Da Silva in 2009.

## Erkentelijkheden
- 2019 - Fashion Brand of the Year op de Belgian Fashion Awards.